# Jewgeni Sergejewitsch Salejew
Jewgeni Sergejewitsch Salejew (russisch Евгений Сергеевич Салеев; englisch Evgeny Saleev; * 19. Januar 1989 in Saransk, Mordwinische ASSR, UdSSR) ist ein russischer Ringer. Er wurde 2014 Vize-Weltmeister im griechisch-römischen Stil in der Gewichtsklasse bis 80 kg Körpergewicht.

## Werdegang
Jewgeni Salejew stammt aus der russischen Teilrepublik Mordwinien. Er begann als Jugendlicher 1998 mit dem Ringen und konzentrierte sich dabei auf den griechisch-römischen Stil. Er trainierte bisher bei Ringerclubs in Saransk und in Podolsk. Seine Trainer waren bzw. sind Alexander Tarankanow, A. Gluschkow und R. Awjasow. Er wirkt bei einer Größe von 1,79 Metern für seine Sportart eher schlank und startete bisher im Weltergewicht und seit 2014 in der neu geschaffenen Gewichtsklasse bis 80 kg Körpergewicht. Ringen ist z. Zt. auch sein Beruf.
Im Jugend- und Juniorenalter trat er als Spitzenringer noch nicht in Erscheinung. Erst als Erwachsener machte er den russischen Ringerverband durch Erfolge auf nationaler Ebene auf sich aufmerksam. Im Januar 2011 durfte er deshalb beim renommierten Iwan-Poddubny-Turnier in Tjumen im Weltergewicht starten, musste sich dort aber noch mit dem 11. Platz begnügen. Er erzielte im gleichen Jahr aber bei einigen internationalen Turnieren in Sassari, Targoviste/Rumänien und Vantaa/Finnland bemerkenswerte Erfolge.
2013 gewann er bei der russischen Meisterschaft im Weltergewicht mit einem 3. Platz hinter Iljas Magomadow und Alexander Tschechirkin seine erste Medaille. Im Mai 2013 stand er in der russischen Mannschaft, die zusammen mit dem Iran in den Vereinigten Staaten dafür kämpfte, dass Ringen olympisch bleibt. Er startete dort im Mittelgewicht und kam dabei in New York zu einem Sieg über Jordan Holm. Im November 2013 stand er zusammen mit Alexander Tschechirkin auch in der russischen Mannschaft, die beim Oleg-Karawajew-Memorial in Minsk, einem Mannschaftsturnier, an den Start ging und dort den 1. Platz belegte.
Im Januar 2014 schied Jewgeni Salejew beim Iwan-Poddubny-Turnier in Tjumen im Weltergewicht frühzeitig aus kam nur auf den 15. Platz. Trotzdem setzte der russische Ringer-verband weiter auf ihn. Im März 2014 siegte er beim Ljubomir-Ivanovic-Gedza-International in Belgrad im Weltergewicht vor Viktor Nemes, Serbien und Bozo Starcevic, Kroatien. Im Mai 2014 stand er gemeinsam mit Roman Wlassow in der russischen Mannschaft beim Mannschafts-Weltcup in Teheran. Die russische Mannschaft unterlag dort im Finale gegen den Iran mit 2:6-Siegen und belegte damit den 2. Platz. Im Juli 2014 startete Jewgeni Salejew dann beim Wladyslaw-Pytlasinski-Memorial in Danzig erstmals in der Gewichtsklasse bis 80 kg Körpergewicht. Er gewann dabei vor Wiktor Sasunowski, Weißrussland, Ramasan Abacharajew, Russland und Tadeusz Michalik, Polen. Nach dieser erfolgreichen Generalprobe wurde Ewgeni Salejew bei der Weltmeisterschaft in Taschkent in der Gewichtsklasse bis 80 kg eingesetzt. Dort konnte er mit seiner mutigen Kampfesweise voll überzeugen und erreichte mit Siegen über Charprit Singh, Indien, Bozo Starcevic und den Ex-Weltmeister Selçuk Çebi, Türkei den Endkampf, in dem er gegen den routinierten Europameister von 2014 Péter Bácsi aus Ungarn aber nach Punkten unterlag. Er wurde damit Vize-Weltmeister.
2015 siegte Jewgeni Salejew auch bei den 1. Europäischen Spielen in Baku in der Gewichtsklasse bis 80 kg. Auf dem Weg zu diesem Erfolg besiegte er mit Alexander Schisman, Ukraine, Julius Matuzevicius, Litauen, Wiktor Sasunowski, Weißrussland und Rafik Huseinow, Aserbaidschan vier sehr starke Ringer. Er wurde dann auch bei der Weltmeisterschaft in Las Vegas in der gleichen Gewichtsklasse eingesetzt. Er kam dort zu Siegen über Rafik Huseinow und Eduard Sargisjan, Armenien, verlor aber im Viertelfinale gegen Lascha Gobadse aus Georgien. Da dieser das Finale nicht erreichte, schied er aus und kam auf den für ihn sicher enttäuschenden 8. Platz.
Im Januar 2016 siegte Jewgeni Salejew beim für die russischen Ringer sehr wichtigen „Iwan-Poddubny“-Memorial in Tjumen in der Gewichtsklasse bis 85 kg. Dabei verwies er seine Landsleute Bekchan Osdojew, Dawid Chakwetadse und Soruko Kodsokow auf die Plätze. Bei der Europameisterschaft 2016 in Riga, bei der er wieder in der Gewichtsklasse bis 85 kg an den Start ging, besiegte er zunächst Jon Isaksen aus Norwegen, Maksim Manukjan aus Armenien und Viktor Lőrincz aus Ungarn. Im Halbfinale musste er gegen Robert Kobliaschwili aus Georgien eine knappe Punktniederlage hinnehmen. Er verlor dann auch den Kampf um eine Bronzemedaille gegen Tadeusz Michalik aus Polen knapp nach Punkten (2:3) und blieb so mit dem 5. Platz ohne Medaille.

## Internationale Erfolge
| Jahr | Platz | Wettbewerb                                       | Gewichtsklasse | Ergebnisse |
| 2011 | 11.   | Iwan-Poddubny-Memorial in Tjumen                 | Welter         | Sieger: Roman Wlassow vor Warteres Samurgaschew und Imil Scharafutdinow, alle Russland                                                                                        |
| 2011 | 1.    | Torneo Citta a Sassari                           | Welter         | vor Ruslan Belcharojew, Russland, Ionel Pușcașu, Rumänien und Severino Scaramuzzi, Italien                                                                                    |
| 2011 | 3.    | Ion-Cornea-Memorial in Targoviste/Rumänien       | Welter         | hinter Bilan Nalgijew, Russland und Robert Rosengren, Schweden |
| 2011 | 3.    | Vantaa Painicup                                  | Welter         | hinter Ruslan Isakow, Russland und Veli Karri Suominen, Finnland |
| 2014 | 15.   | Iwan-Poddubny-Memorial in Tjumen                 | bis 75 kg      | Sieger: Alexander Tschechirkin vor Roman Wlassow, beide Russland |
| 2014 | 1.    | Ljubomir-Ivanovic-Gedza-International in Belgrad | bis 75 kg      | vor Viktor Nemes, Serbien, Bozo Starcevic, Kroatien und Petr Novak, Tschechien                                                                                                |
| 2014 | 1.    | Wladyslaw-Pytlasinksi-Memorial in Danzig         | bis 80 kg      | vor Wiktor Sasunowski, Weißrussland, Ramasan Abacharajew, Russland und Tadeusz Michalik, Polen                                                                                |
| 2014 | 2.    | WM in Taschkent                                  | bis 80 kg      | nach Siegen über Charprit Singh, Indien, Bozo Starkevic und Selcuk Cebi, Türkei und einer Niederlage gegen Peter Bacsi, Ungarn                                                |
| 2014 | 1.    | „Wladimir-Tscheboksarow“-Memorial in Tjumen      | bis 80 kg      | vor Konstantin Schipajew, Russland |
| 2014 | 1.    | „Oleg-Karawajew“-Memorial in Minsk               | bis 80 kg      | vor Ramasan Abacharajew, Russland, Wiktor Sasunowski, Weißrussland und Pawel Pamintschuk, Weißrussland                                                                        |
| 2015 | 1.    | Europaspiele 2015/Ringen in Baku                 | bis 80 kg      | nach Siegen über Alexander Schisman, Ukraine, Julius Matuzevicius, Litauen, Wiktor Sasunowski und Rafik Huseinow, Aserbaidschan                                               |
| 2015 | 8.    | WM in Las Vegas                                  | bis 80 kg      | nach Siegen über Rafik Huseinow und Eduard Sargisjan, Armenien und einer Niederlage gegen Lascha Gobadse, Georgien                                                            |
| 2015 | 2.    | Welt-Militärspiele in Mungyeong/Südkorea         | bis 80 kg      | hinter Rafik Huseinow, vor Alexander Schisman und Sargis Kocharjan, Armenien                                                                                                  |
| 2015 | 3.    | Haparanda-Cup in Haparanda                       | bis 85 kg      | hinter Zakarias Berg und Tobias Kvarnmark, beide Schweden |
| 2016 | 1.    | „Iwan-Poddubny“-Memorial in Tjumen               | bis 85 kg      | vor Bekchan Osdojew, Dawid Chakwetadse und Sosruko Kodsokow, alle Russland |
| 2016 | 5.    | EM in Riga                                       | bis 85 kg      | nach Siegen über Jon Isaksen, Norwegen, Maksim Manukjan, Armenien und Viktor Lőrincz, Ungarn und Niederlagen gegen Robert Kobliaschwili, Georgien und Tadeusz Michalik, Polen |

## Russische Meisterschaften
| Jahr | Platz | Gewichtsklasse | Ergebnisse                                        |
| 2013 | 3.    | Welter         | hinter Iljas Magomadow und Alexander Tschechirkin |
| 2014 | 3.    | bis 80 kg      | hinter Bekchan Osdojew und Ramasan Abacharajew    |

Erläuterungen
- alle Wettkämpfe im griechisch-römischen Stil
- WM = Weltmeisterschaft
- Weltergewicht, Gewichtsklasse bis 74 kg, Mittelgewicht, bis 84 kg Körpergewicht (bis 31. Dezember 2013); seit 1. Januar 2014 gilt eine neue Gewichtsklasseneinteilung durch den Ringer-Weltverband FILA (jetzt UWW = United World Wrestling)